# Slavko Bambir
Slavko Helgi Bambir (Čitluk, BiH, 1. rujna 1939. – Zagreb, kolovoz 2023.), poznat i kao Slavko Šiljo Bambir, bio je hrvatski rukometni trener, veterinar, sveučilišni profesor, diplomat i bivši rukometni reprezentativac.
Mladost proveo u Osijeku, gdje je maturirao u Osijeku na gimnaziji Ivo Lola Ribar 1959. godine.  Diplomirao i doktorirao na Veterinarskom fakultetu u Zagrebu.
Igrao u GRK Zagreb, s kojim je kao nositelj slavne generacije (Slavko Bambir, Anton Bašić, Vojko Cigić, Vinko Dekaris, Lujo Györy, Krešimir Ježić, Zvonko Kocijan, Zdravko Malić, Ratko Pavičić, Davor Sujić, Ivan Špoljarić, Fedor Tolja, Vladimir Vićan, trener: Stjepan Korbar) osvojio naslove državnog prvaka 1962., 1963. i 1965. godine, a doprvak je bio 1964. godine.
1968. godine formirana je kadetska ekipa RK Rudara iz Samobora. Tijekom 1970. godine, trener Zdravko Malić bio je spriječen, pa je ulogu trenera u Rudaru preuzeo Slavko Bambir. Radio je kao trener u Sloveniji, u Celju, gdje su rado dovodili hrvatske trenere, poput Ivana Snoja, Slavka Bambira, Željka Seleša, Zdenka Zorka, Ante Kostelića. Značajno je pridonio uspjehu ŽRK Trešnjevke. Bio je izbornik islandske rukometne vrste. Bambir je godinama živio i radio na Islandu. Velike mu zasluge pripadaju za uspon Islanda u europskom i svjetskom rukometu.  Krajem sedamdesetih došao je u Reykjavik kao rukometaš, a potom ostao raditi kao trener. Usporedno sa športskom napredovao je i u znanstvenoj karijeri te je postao ugledni sveučilišni profesor i počasni hrvatski konzul. Radio je na institutu Tilraunastöð Háskóla Íslands í meinafræði að Keldum.
Rukomet je godinu dana igrao u austrijskom Tullnu, zajedno s ondašnjim igračima svjetske klase Vicanom i Borellijem.
Nastupao u međunarodnim susretima za Jugoslaviju 1961. – 1967. U Austriji bavio se rukometom 1972. – 1977. godine. Bio rukometni trener u Hrvatskoj i Sloveniji 1978. – 1987. Islandu je bio izbornik 1988. – 1991., a islandske klubove vodio od 1991. – 2001.
Domovinski rat i stvaranje hrvatske države silom prilika odnijelo ga je u diplomatske vode. HOO je bio prvi glasnik mlade Hrvatske. Vijeće HOO-a je znalo da Hrvatska u prvoj godini samostalnosti Hrvatska nema svoja veleposlanstva ni konzulate, nego tek nekoliko ureda, pa je 23. rujna 1991. godine odlučilo uspostaviti počasne dužnosti u športu - poklisara/ambasadora. Prvi i jedini glasnici, glasnogovornici i zastupnici mlade hrvatske države i HOO-a bilo je njih 59 poklisara diljem svijeta športaša i dužnosnika, domoljuba i športskih uglednika koji su u zemljama u kojima su živjeli ili djelovali. Među njima bila su četvorica iz rukometa: Slavko Bambir na Islandu, Hrvoje Horvat, Velimir Kljajić i Zdravko Miljak u Njemačkoj.
Profesor na Veterinarskom fakultetu u Zagrebu. Znanstvene radove objavio je u raznim veterinarskim listovima.